# 이 (동물)
이는 이목 곤충의 하나로, 사람에 기생하는 종이다.
몸길이는 0.5~6mm 정도로 작고 위아래로 평평하다. 머리는 작고, 가슴과 배는 넓게 벌어져, 장타원형이다. 머리부에는 끝부분이 나와 있는 입술이 있다. 홑눈은 없으며, 겹눈은 없거나 퇴화하였다. 촉각은 짧고, 다리는 다섯 마디로 되어 있는데 그 끝쪽에 한 개의 발톱이 있다.
외부기생으로 특히 숙주의 털을 움켜잡고 생활하기 때문에 세 쌍의 다리는 몸에 비하여 매우 굵고, 다리 끝에 발톱이 있다. 이는 빠는입이 있어 숙주의 피부를 뚫고 혈액을 빨아먹을 수 있다.
이는 난생(卵生)으로, 알은 숙주의 털이나 머리카락 밑둥 언저리에 분비물로 접착시킨다. 알은 성숙란이며, 유충은 금방 부화한다. 대개 3·4령을 거쳐 성충이 되는데, 유충과 성충의 모양이 같다. 성충의 수명은 1~1.5개월인데, 이 동안 암수컷이 활발히 흡혈하고, 교미해서 계속 산란하는데 알에서 부화한 암컷이 산란하기까지의 기간은 조건이 좋으면 약 20일이다.

## 종류
- 머릿니 (Pediculus humanus capitis): 숙주의 머리카락에 산다. 이들은 끈적끈적한 물질을 분비하여 머리카락을 알에 부착시킨다.
- 옷니 (Pediculus humanus humanus): 숙주의 옷에 알을 낳는데, 병을 옮기기도 하여 발진티푸스 같은 병이 전염되는 원인이 되기도 한다.